# ヒメエゾボラ
ヒメエゾボラ（姫蝦夷法螺, Neptunea arthritica）は、エゾバイ科エゾボラ属の巻貝。食用。ツブと呼ばれる一群の巻貝の一種であるが、ツブの定義として「主にヒメエゾボラの通称」とする文献もある。深海種が多いエゾバイ科の中では珍しく浅瀬にも生息し、東北地方では最も普通のツブである。

## 分布
国内では東北地方、北海道などの北日本沿岸。日本海。その他、樺太沿岸、朝鮮半島、華北。北海道には多く産し、名物のツブ焼きに利用されている。

## 形態
殻は殻高10センチメートル、殻径6センチメートル程度で太く短い紡錘形。各層はよく膨らみ、肩に結節や綾がある個体もある。殻は比較的厚く、堅牢。表面は暗褐色で濃淡がある。光沢はない。なお、殻形は個体による変異が大きい。蓋は革質で厚い。卵円形で暗褐色。殻口内部は淡褐色ないし紫褐色で光沢がある。

## 生態
水深100メートルまでの岩礁や砂地に生息。

## 人との関わり
エゾボラ属の巻貝は美味で、日本では重要な水産物である。本種も殻ごと網の上で焼き醤油をかけて食べる「ツブ焼き」として消費される。その他、刺身、寿司、塩茹で、和え物としても利用される。夏に特に美味。ただし、唾液腺にはテトラミンという毒素が含まれているので、ツブ焼きを作る前に軟体は殻から引き出して唾液腺を取り除く。
テトラミンを食べると酒に酔ったような中毒症状が表れ、眠くなることから、ネムリツブという別名もある。